# Don Haskins
Donald Lee Haskins (Enid, Oklahoma, 14 de marzo de 1930-El Paso, Texas, 7 de septiembre de 2008) fue un jugador y entrenador de baloncesto universitario en Estados Unidos. Durante su etapa universitaria jugó en la universidad de Oklahoma A&M (Agricultural & Mechanical College, la actual Oklahoma State) bajo las órdenes del entrenador miembro del Hall of Fame Henry Iba.
Don Haskins fue introducido como miembro del Naismith Memorial Basketball Hall of Fame en 1997 y del College Basketball Hall of Fame en 2006 por los méritos conseguidos durante su carrera como entrenador, en la que dirigió a los Miners de Texas Western University, posteriormente llamada UTEP (University of Texas at El Paso). Durante los 38 años que fue el entrenador jefe de los Miners (1961-1999) ganó 4 Torneos WAC (Western Athletic Conference), 7 Campeonatos de la WAC y consiguió el histórico triunfo en la Final de la NCAA de 1966 contra los Kentucky Wildcats de Adolph Rupp, también miembro del Basketbal Hall of Fame Basketball y del College Basketball Hall of Fame.
Terminó su trayectoria como entrenador con los Miners con un balance de 716 victorias y 353 derrotas, consiguiendo así terminar 33 temporadas con balance positivo de las 38 que ejerció en la UTEP y 14 apariciones en los torneos de la NCAA, además de ser invitado 7 veces al NIT (National Invitation Tournament).
Haskins murió en su casa el 7 de septiembre de 2008. Tuvo 4 hijos con su esposa Mary Haskins; Brent, David, Steve y Mark (el último falleció en 1994) que le dieron 3 nietos, John Paul, Cameron y Dominick.

## Años de jugador
Fue jugador de baloncesto en el equipo de la universidad de Oklahoma A&M (la actual Oklahoma State) desde 1949 hasta 1952, donde fue seleccionado “Second Team All-Conference” en su año sénior. Militó en el equipo de Oklahoma bajo las órdenes del entrenador miembro del Hall of Fame Henry Iba. Con la polivalencia que le permitía jugar tanto de base, escolta o alero, Haskins lideró a Oklahoma A&M a las semifinales de la NCAA en dos ocasiones, en 1949 y 1951. 
Haskins decidió hacerse entrenador cuando con veintitrés años el equipo en el que jugaba, los Artesia Travelers de Nuevo México se disolvió.

## Primeros años como entrenador
Don Haskins comenzó a ejercer como entrenador en Benjamin High School (Benjamin, Texas) en 1955 donde entrenó a niños y niñas del instituto desde 1955 hasta 1956. Además dirigió programas de baloncesto en Hedley High School (Texas) desde 1956 a 1960 donde entrenó al equipo femenino y en Dumas High School (Texas) un año después.

## Texas Western Miners

### Comienzo en Texas Western University
Haskins se puso a la cabeza del programa UTEP (University of Texas at El Paso) durante la temporada 1961 – 1962. En el primer año de Haskins, los Texas Minners terminaron con un registro de 18-6, registro que mejoró en la campaña 1962-1963 con un 19-7 en la primera de las 14 apariciones de Haskins en el torneo universitario de la NCAA.

### Campeonato de la NCAA de 1966: Haciendo historia
El movimiento de derechos civiles para poner fin a la discriminación contra los negros estaba en pleno apogeo. Y aunque en 1954 la Brown v.Board of Education y la Ley de Derechos Civiles de 1964 prohibieron la segregación racial institucional, todavía era común que los equipos de deportes en la universidad estuvieran compuestos por jugadores de raza blanca, especialmente en el sur.
Pero en la ciudad de El Paso, donde las diferencias entre culturas había existido y convivido durante años en la frontera México-Estados Unidos, la raza no fue un problema para el equipo de baloncesto de Texas Western College. En la temporada 1965-66, el equipo de la universidad de Texas Western formado por negros, blancos, un hispano y dirigido por Don Haskins se hizo camino hasta la final de la NCAA con un récord de 23-1 par enfrentarse a los Kentucky Wildcats de Adolph Rupp, un equipo formado exclusivamente por jugadores blancos (entre ellos Pat Riley) y que figuraba como el número uno del ranking. De esta forma, Haskins y los Miners hicieron historia la noche del 19 de marzo de 1966 en el College Park Maryand cuando un partido empezaba por primera vez con un quinteto titular formado únicamente por jugadores negros en el campeonato de la NCAA. El encuentro terminó con un 72-65 para unos Miners liderados por Dave Lattin y Bobby Joe Hill que harían posible el título nacional para la universidad de Texas Western.
Después del campeonato de 1966, los equipos universitarios comenzaron a reclutar jugadores negros poniendo fin a los anteriores casos de segregación y adoptando la filosofía de Don Haskins, que siempre dijo que el color de la piel nunca fue un problema cuando puso a ese quinteto de los Miners sobre la cancha frente a Kentucky, “I was simply playing the best players I had. It was what I had done all year”.
Este hito fue documentado 40 años después en la película Glory Road (2006) del director James Gartner.
Haskins continuó dirigiendo equipos ganadores en la UTEP. A lo largo de su trayectoria en la universidad Texas Western dirigió a valiosos jugadores que llegarían a la NBA como es el caso de Antonio Davis, Tim Hardaway y Jim Barnes. Este último siendo elegido como número uno en el Draft de la NBA de 1964 por New York. 24 picks del Draft de la NBA llegaron de la mano de este gran e histórico entrenador de baloncesto universitario.
Plantilla de los Texas Western Miners 1966 - Campeones NCAA
| Texas Western College Miners | FG    | FT    | RB | F  | Pts |
| ---------------------------- | ----- | ----- | -- | -- | --- |
| Bobby Joe Hill*              | 7-17  | 6-9   | 3  | 3  | 20  |
| David Lattin*                | 5-10  | 6-6   | 9  | 4  | 16  |
| Orsten Artis*                | 5-13  | 5-5   | 8  | 1  | 15  |
| Willie Worsley*              | 2-4   | 4-6   | 4  | 0  | 8   |
| Willie Cager                 | 1-3   | 6-7   | 6  | 3  | 8   |
| Nevil Shed                   | 1-1   | 1-1   | 3  | 1  | 3   |
| Harry Flournoy*+             | 1-1   | 0-0   | 2  | 0  | 2   |
| Totales                      | 22-49 | 28-34 | 35 | 12 | 72  |

 *Indica Titular
+Indica Lesionado

## Final de trayectoria
La última temporada de Haskins con los Miners en 1998-99, el equipo terminó con un balance de 16-12, con esta ya iban 32 temporadas con balance positivo de victorias en la carrera de Don Haskins de las 38 que estuvo como entrenador jefe.
Anunció su retirada el 24 de agosto de 1999. Ocupa el puesto número 19 en el ranking de entrenadores de la División I de la NCAA con 719 victorias.
Haskins, apodado “The Bear” fue el entrenador jefe de UTEP desde 1961 hasta 1999, llevando a los Miners a conseguir 719 victorias, un título nacional (1966), 14 apariciones en el torneo de la NCAA, 7 campeonatos de la Western Athletic Conference y 4 títulos del torneo de la Western Athletic Conference.
Entró en el Naismith Memorial Basketball Hall of Fame el 29 de septiembre de 1997 y en el Jim Thorpe Association Oklahoma Sports Hall of Fame el 9 de agosto de 1999 en Oklahoma City. En 2006 fue introducido como miembro del College Basketball Hall of Fame.
Don Haskins, uno de los más grandes entrenadores de la historia del baloncesto universitario falleció el domingo 7 de septiembre de 2008 cuando tenía 78 años dejando a su esposa Mary y sus hijos Brent, David y Steve así como a sus tres nietos. Su cuarto hijo, Mark, murió en 1994.